# Dawsonia
Dawsonia és un gènere de molses politricòpsides de la família de les politricàcies. Algunes espècies d'aquest gènere són les molses més altes del món, ja que arriben els 50 cm. Aquesta alçada rècord s'atribueix a què els seus gametòfits presenten sistemes vasculars anàlegs als de les plantes vasculars que permeten fer arribar aigua més lluny del sòl.
L'espècie Dawsonia superba és present a Nova Zelanda, Austràlia i Nova Guinea, mentre que D. longifolia es troba a les Filipines, Indonèsia, Malàisia, i Austràlia. No hi ha consens en si aquestes dues espècies són diferents o la mateixa.

## Etimologia
El gènere va ser batejat en honor de Dawson Turner (1775-1858), distingit criptògam i amic de Robert Brown, qui va donar nom al gènere el 1811.

## Descripció

### Alçada
Per norma general, el gametòfits de molses no tenen teixits de transport intern ni cutícules, combinació que dona lloc a la característica incapacitat de retenció d'aigua de les molses. Atès que les molses només poden créixer en ambients saturats d'humitat, la falta de teixits vasculars restringeix el seu creixement a alçades curtes, tot i estar en ambients molt humits.
Això no obstant, el gènere Dawsonia (i algunes espècies d'altres gèneres de la mateixa família) assoleix les alçades comparables a diverses plantes vasculars gràcies a adaptacions que permeten la circulació d'aigua.
La molsa més alta del món és D. superba, que pot arribar fins als 50 cm d'alçada.

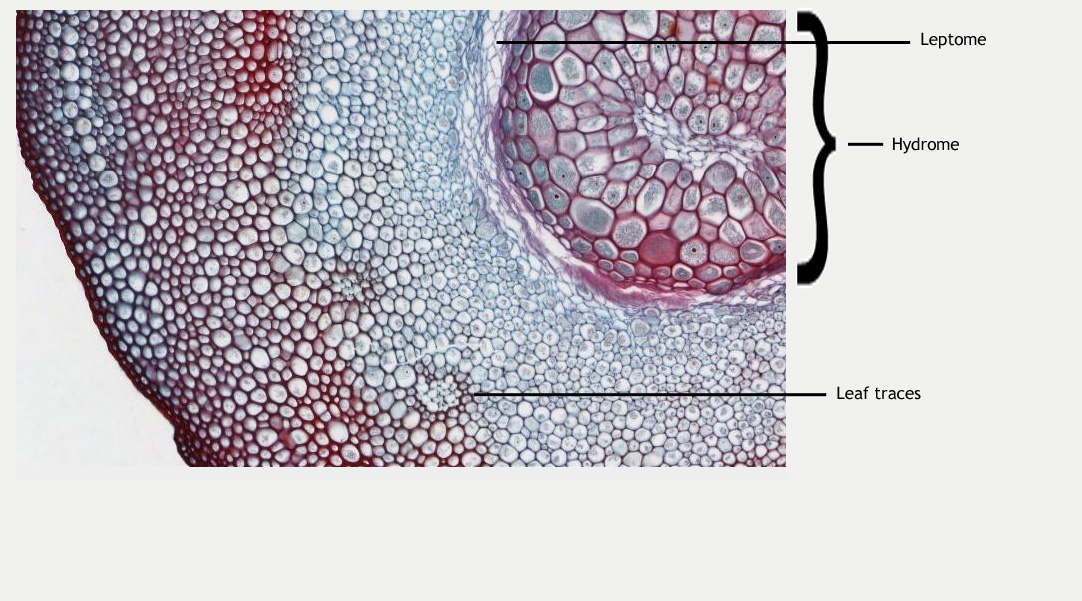
Secció de tija d'una molsa Dawsonia. El cilindre central és l'hidroma, envoltat d'un anell de traces de fulles.

### Fulles
Les fulles de les espècies de Polytrichum i Dawsonia (i molses relacionades) difereixen de la majoria de molses en la seva estructura més complexa. Normalment, les molses tenen fulles de gruix d'una a dues capes de cèl·lules, però aquests generes presenten làmines perpendiculars al llarg de la superfície de les fulles, les lamel·les, de diverses cèl·lules de gruix. Les lamel·les tenen una funció anàloga a les cèl·lules mesòfiles de les fulles de plantes vasculars: incrementar l'àrea superficial per intercanvi de gasos i mantenir humitat local entre lamel·les, permetent una reducció de la pèrdua d'aigua. Encara més, els marges de les lamel·les presenten una capa superficial de cera que evita que l'espai interlamel·lar s'ompli d'aigua.

### Tiges
Les tiges de les politricàcies tenen sistemes conductors anàlegs al xilema i floema de plantes vasculars. El teixit que condueix aigua és l'hidroma, fet de cèl·lules allargades anomenades hidroides. A diferència del xilema de plantes vasculars, no hi ha engruiximent secundari de la paret cel·lular, ja que les briòfites no poden produir lignina. L'anàleg al floema és el leptoma, fet de leptoides, similars a cèl·lules tamís. Tan l'hidroma com el leptoma estan substancialment desenvolupats a les politricàcies, però també són presents en diverses altres briòfits.